# Anemone shikokiana
Anemone shikokiana är en ranunkelväxtart som beskrevs av Tomitaro Makino. Anemone shikokiana ingår i släktet sippor, och familjen ranunkelväxter. Inga underarter finns listade i Catalogue of Life.